# Крістофер Горват
Крістофер Горват (угор. Krisztofer Horváth, нар. 8 січня 2002, Хевіз) — угорський футболіст, півзахисник клубу «Кечкемет» і національної збірної Угорщини.

## Клубна кар'єра
Народився 8 січня 2002 року в Хевізі. Починав займатися футболом на батьківщині, де встиг пограти за декілька юнацьких команд.
У дорослому футболі дебютував 2018 року виступами за «Залаеґерсеґ», в якій провів один сезон, взявши участь у 22 матчах чемпіонату. 
2019 року перебрався до Італії, ставши гравцем клубу СПАЛ. Наступного року перебрався до складу «Торіно». Утім у лавах туринців до основного складу не пробився і протягом наступних років на умовах оренди грав на батьківщині за «Сегед 2011» та «Дебрецен».
2023 року, також на умовах оренди з «Торіно», став гравцем «Кечкемета».

## Виступи за збірні
2017 року провів одну гру у складі юнацької збірної Угорщини (U-16). 2022 року залучався до складу молодіжної збірної Угорщини. На молодіжному рівні зіграв у 5 офіційних матчах, забив 2 голи.
2023 року дебютував в офіційних матчах у складі національної збірної Угорщини. У травні 2024 року був включений до її заявки для участі у тогорічному чемпіонаті Європи.

## Статистика виступів

### Статистика клубних виступів
Станом на 26 серпня 2023
| Сезон                   | Команда                 | Чемпіонат               | Чемпіонат | Чемпіонат | Національний кубок | Національний кубок | Національний кубок | Континентальні кубки | Континентальні кубки | Континентальні кубки | Інші змагання | Інші змагання | Інші змагання | Усього | Усього | Усього |
| Сезон                   | Команда                 | Ліга                    | Ігор      | Голів     | Ліга               | Ігор               | Голів              | Ліга                 | Ігор                 | Голів                | Ліга          | Ігор          | Голів         | Ігор   | Голів  |        |
| ----------------------- | ----------------------- | ----------------------- | --------- | --------- | ------------------ | ------------------ | ------------------ | -------------------- | -------------------- | -------------------- | ------------- | ------------- | ------------- | ------ | ------ | ------ |
| 2017–18                 | «Залаеґерсеґ»           | НЧ II                   | 8         | 1         | КУ                 | 0                  | 0                  |                      | -                    | -                    |               | -             | -             | 8      | 1      |        |
| 2018–19                 | «Залаеґерсеґ»           | НЧ II                   | 14        | 1         | КУ                 | 1                  | 0                  |                      | -                    | -                    |               | -             | -             | 15     | 1      |        |
| Усього за «Залаеґерсеґ» | Усього за «Залаеґерсеґ» | Усього за «Залаеґерсеґ» | 22        | 2         |                    | 1                  | 0                  |                      | -                    | -                    |               | -             | -             | 23     | 2      |        |
| 2019–20                 | СПАЛ                    | A                       | 3         | 0         | КІ                 | 0                  | 0                  |                      | -                    | -                    |               | -             | -             | 3      | 0      |        |
| 2020–21                 | «Торіно»                | A                       | 0         | 0         | КІ                 | 1                  | 0                  |                      | -                    | -                    |               | -             | -             | 1      | 0      |        |
| 2021–22                 | «Сегед 2011»            | НЧ II                   | 30        | 19        | КУ                 | 3                  | 0                  |                      | -                    | -                    |               | -             | -             | 33     | 19     |        |
| 2021–22                 | «Дебрецен»              | НЧ I                    | 7         | 0         | КУ                 | 2                  | 1                  |                      | -                    | -                    |               | -             | -             | 9      | 1      |        |
| січ.-черв.2023          | «Кечкемет»              | НЧ I                    | 15        | 6         | КУ                 | -                  | -                  |                      |                      |                      |               |               |               | 15     | 6      |        |
| 2023–24                 | «Кечкемет»              | НЧ I                    | 4         | 2         | КУ                 | 0                  | 0                  | ЛК                   | -                    | -                    |               |               |               | 4      | 2      |        |
| Усього за «Кечкемет»    | Усього за «Кечкемет»    | Усього за «Кечкемет»    | 19        | 8         |                    | 0                  | 0                  |                      |                      |                      |               |               |               | 19     | 8      |        |
| Усього за кар'єру       | Усього за кар'єру       | Усього за кар'єру       | 81        | 29        |                    | 7                  | 1                  |                      | -                    | -                    |               | -             | -             | 88     | 30     |        |

### Статистика виступів за збірну
Станом на 15 травня 2024
| Дата       | Місто    | Господарі | Результат | Гості      | Турнір            | Голи | Примітки |
| ---------- | -------- | --------- | --------- | ---------- | ----------------- | ---- | -------- |
| 10-9-2023  | Будапешт | Угорщина  | 1 – 1     | Чехія      | товариський матч  | -    | 72'      |
| 19-11-2023 | Будапешт | Угорщина  | 3 – 1     | Чорногорія | Відбір до ЧЄ 2024 | -    | 64'      |
| Усього     |          | Матчів    | 2         |            | Голів             | 0    |          |

| Дата      | Місто     | Господарі | Результат | Гості      | Турнір                             | Голи | Примітки |
| --------- | --------- | --------- | --------- | ---------- | ---------------------------------- | ---- | -------- |
| 24-3-2022 | Будапешт  | Угорщина  | 4 – 0     | Сан-Марино | Кваліфікація молодіжного Євро-2023 | -    | 61'      |
| 23-9-2022 | Будапешт  | Угорщина  | 1 – 0     | Болгарія   | Товариський матч                   | -    | 61'      |
| 27-9-2022 | Сомбатгей | Угорщина  | 1 – 0     | Литва      | Товариський матч                   | -    | 46'      |
| 24-3-2023 | Різуполі  | Греція    | 0 – 1     | Угорщина   | Товариський матч                   | -    | 61'      |
| 28-3-2023 | Пафос     | Кіпр      | 2 – 5     | Угорщина   | Товариський матч                   | 2    | 65'      |
| Усього    |           | Матчів    | 5         |            | Голів                              | 2    |          |